# 彩蛋 (媒体)
彩蛋（英語：Easter egg）是一個在電影、電視劇、書本、光碟、電腦程式或者電子遊戲的隱藏訊息或者功能。此名稱源於西方國家的寻找彩蛋遊戲。

## 電腦
在電腦领域，又稱作程式彩蛋，程式彩蛋通常是指制作者隐藏在产品中的、用于愉悦用户的隐秘物。包括文字、图片、声音或者某些小变化。通常在用户进行了某些特定的操作时出现。例如当用户执行某些用户手册中没有说明的隐秘命令、无意中的鼠标或键盘操作。制作者的目的通常是向用户展示制作人的某些资料或者完全为了取悦用户。

### 例子
- 電子遊戲歷史上已知的第一款有彩蛋的游戏，是月球登陸者[2]。
- 電子遊戲歷史上第一個廣為人知的彩蛋，是Atari 2600的《魔幻歷險》中的隐藏文字[3]。
- 在Google的自Android2.1以后的手機作業系統中，點3至4下「OS版本」，會出現特殊圖片，大部分是小游戏。
- Google公司的网站中有彩蛋[4]（需要Java虚拟机支援）。
- 在Google搜尋「ASCII藝術」，搜尋結果頁面左上角的Google logo會以ascii art的樣式顯示。
- Debian的apt-get：輸入apt-get moo就會以ASCII-Art的方式顯示一頭牛。
- Unix操作系统的一个比较著名的彩蛋就是隐秘的「make love」指令，輸入後將返回「not war?」的結果。兩句合起來是一句1960年代于美国流行的反戰文化口号：要做爱，不要作战。
- 许多个人计算机的生产商通常在[來源請求]只读存储器中隐藏了一些彩蛋，包括开发人员的名单、政治性诉求或者小组的照片。
- PHP：在PHP頁面地址的後面加上特殊的字符串[註 1]會出現PHP的標誌。PHP版本的不同，標誌也會不一樣。這只是眾多PHP彩蛋的其中一個[5]。
- 微软公司的办公产品Microsoft Excel 2000隐藏了一个赛车游戏Dev Hunter。
  - Windows記事本：開啟記事本，輸入“聯通”二字后儲存、關閉，再重新開啟記事本。原来的“联通”二字就会被两个问号取代。原则上这只是一个编码识别错误[6]，不完全是彩蛋。
  - 在Microsoft Word 2003中輸入「=rand()」命令，再按Enter鍵，會出現The quick brown fox jumps over the lazy dog[註 2][7]；而Office 2007及更高版本則是「=rand.old()」命令[8]。另外，输入“胡”字，选择字体“隶书”或“幼圆”，使用空心格式会发现字体嵌入“胡万进印”的小字。
- Palm系统隐藏了一些动画。
- Netscape Browser、Mozilla、Mozilla Firefox、Camino、Mozilla Thunderbird、Epiphany瀏覽器的Mozilla之書。
- Mozilla Firefox 3.0瀏覽器的about:robots。
- 開啟Adobe Dreamweaver，插入任意一張圖片。按住Ctrl鍵，在“屬性面板”中雙擊此圖的缩略图，縮略圖會變成一個個開發者的姓名和他們的自拍照或照片。
  - 開啟Photoshop，按住Ctrl鍵，點擊“Help - About Photoshop”，可以发现关于界面不同。
  - 開啟Flash CS6，打開“Help - About Flash”視窗，點擊上方CS「6」中間圈圈的地方，會出現開發人員照片及射擊遊戲。
- 在土豆网的任意视频播放页面中，打开CapsLock键入“上上下下左右左右BA”会显示“信土豆，死后原地复活，状态全满。MP+100%”的雷人网络流行语。
- Plurk的中键入“上上下下左右左右BA”時間軸主題會出現波浪狀的動畫。
- YouTube影片或在快轉、回轉時，有時影片中間會出現一個轉圈圈的灰色小圓點表示處理影片資訊中，此時按下鍵盤的方向鍵「↑」或「↓」或「←」，小圓點即會另外被拉出來，直接在螢幕上玩貪食蛇。（现已失效）
- 查看Flickr的网页源代码会出现相关的Ascii字符画和招聘广告。
- 美國的Yahoo!網頁中，點下Yahoo!的驚嘆號，會有"Ya~~hoo~~"的音效。
- 任天堂於2017年推出的遊戲機Switch，以特定方式可以启动隱藏在系統軟體內的红白机游戏《高尔夫》，游戏可通过Joy-Con操控。不少媒体和玩家认为该彩蛋是为了向策划任天堂Switch的已故前社长岩田聪致敬，他也是《高尔夫》唯一的程序员[9]。但這個彩蛋已於系統軟體版本4.1版起被移除。
- 在2018年12月25日，前端框架Ant Design出現了一個基於聖誕節的彩蛋。按鈕上方會有積雪效果[10]而且網站標題會加上「Ho Ho Ho!」的字樣。由於該段代碼深埋在源代码內，故造成不少網站出現了不合場合的歡愉訊息並且導致不少前端工程師無法排除而失去工作。相關開發小組隨即在GitHub上致歉並緊急移除彩蛋。[11]
- 查看知乎的网页源代码会出现相关的Ascii字符画和招聘广告。[12]
- 查看百度的网页源代码会出现招聘广告。[13]
- 查看支付宝的网页源代码会出现相关的Ascii字符画和招聘广告。[14]
- 查看bilibili的网页源代码会出现相关的Ascii字符画，同时在鬼畜区网页版长按返回顶部10s后可开启通过输入首字母自动播放鬼畜素材音频的彩蛋。
- 查看Alphabet (abc.xyz/investor （页面存档备份，存于）)的网页源代码，向下滚动，将有一个带有三个字母块的 Ascii 艺术。

## 外部連結
- （英文）The Easter Egg Archive （页面存档备份，存于） - 彩蛋大全